# Bullapur, Koppal
Bullapur là một làng thuộc tehsil Koppal, huyện Koppal, bang Karnataka, Ấn Độ.